# Saltkrassing
Saltkrassing (Hornungia procumbens) är en korsblommig växtart som först beskrevs av Carl von Linné, och fick sitt nu gällande namn av August von Hayek. Enligt Catalogue of Life ingår Saltkrassing i släktet stenkrassingar och familjen korsblommiga växter, men enligt Dyntaxa är tillhörigheten istället släktet stenkrassingar och familjen korsblommiga växter. Arten har ej påträffats i Sverige. Inga underarter finns listade i Catalogue of Life.